# Éruption du Samalas en 1257
Vous lisez un « bon article » labellisé en 2021.
L'éruption du Samalas en 1257 est l'événement volcanique le plus important des temps historiques, et peut-être de l'Holocène. Le Samalas était situé sur l'île de Lombok, en Indonésie. Les sulfates de cette éruption gigantesque occasionnent un hiver volcanique, c'est-à-dire un bref épisode de refroidissement climatique, qui a un lourd impact sur les sociétés humaines. Le volcan s'effondre au terme de l'éruption, formant la caldeira Segara Anak, qui est devenue un lac.
L'existence d'une éruption majeure (indice d'explosivité volcanique 7) à cette date est d'abord attestée par des preuves indirectes : les sulfates et cendres décelés dans les carottes de glace et les indicateurs paléoclimatiques, comme les cernes de croissance des arbres montrant la période froide qui en résulte.
L'identification du site impliqué est une préoccupation des volcanologues pendant plus de 30 ans. Finalement, au début des années 2010, l'éruption est formellement localisée sur le site indonésien. L'étude sur le terrain peut alors décrire le déroulement détaillé de l'éruption. L'étude des textes apporte aussi des informations, car des témoignages écrits de l'éruption sont découverts dans des manuscrits javanais jusque-là peu étudiés.
L'ampleur exacte des conséquences de l'éruption sur les sociétés humaines reste un sujet d'étude actif, où beaucoup d'hypothèses sont avancées. Son lien éventuel avec le basculement de l'optimum climatique médiéval vers le petit âge glaciaire reste à prouver.

## Preuves indirectes
L'existence d'un événement volcanique majeur à cette date a d'abord été déterminée à partir de preuves indirectes.

### Traces dans les carottes de glace
Les calottes glaciaires constituent une source d'information unique sur le passé de la Terre : chaque hiver, une couche de glace est ajoutée au sommet de la calotte, emprisonnant des bulles d'air. En analysant l'air piégé dans la glace, on peut ainsi reconstituer des séries temporelles très précises sur la composition de l'atmosphère au fil des siècles passés. Le Greenland Ice Sheet Project est un projet international (États-Unis, Danemark, Suisse) visant à prélever au Groenland des carottes de glace et exploiter ces informations. Le forage commence en 1971.
Les mesures de conductivité électrique de la glace et des concentrations en sulfate sur un profil carotté s'étalant sur 2 000 ans, publiées pour la première fois en 1980 concernant le forage du GISP, montrent des pics correspondant à des éruptions volcaniques dont certaines sont bien connues historiquement, comme celle du Vésuve en 79 ou celle du Tambora en 1815, dont le panache a atteint la stratosphère. Cependant, d'autres pics ne correspondent à aucune éruption connue, et c'est initialement le cas du plus important de tous, qui date de la fin des années 1250. Pour autant, des mesures réalisées sur les seules carottes prélevées au Groenland ne permettent pas de déterminer si l'on a affaire à une éruption d'importance planétaire, ou à un événement plus modeste mais situé à proximité du lieu de prélèvement. Des mesures similaires obtenues sur d'autres forages en Arctique, mais aussi à partir de 1980 sur des carottes prises en Antarctique, montrent un pic à la même date. Ceci renforce l'idée d'une éruption ayant affecté toute la planète, même si l'hypothèse d’événements simultanés dans les deux régions polaires ne peut être exclue totalement.
Au début des années 1990, la comparaison entre les cendres volcaniques (elles aussi piégées dans la glace) recueillies dans les deux régions polaires montre une très grande similarité d'aspect et de géochimie, rendant une origine commune presque certaine. Par ailleurs, les retombées sont à peu près de même amplitude dans les deux zones polaires, ce qui pointe vers un volcan situé dans la zone intertropicale.

### Paléoclimatologie
La dendrochronologie est une discipline qui étudie les cernes des arbres qui traduisent leur croissance annuelle, entre deux arrêts hivernaux. Les années favorables à la croissance de l'arbre donnent lieu à des cernes plus larges et inversement. En outre, si des épisodes de gel surviennent pendant la période de croissance, l'anneau correspondant à cette année en porte des traces. En observant, grâce à des prélèvements avec des outils dédiés comme la tarière de Pressler, les cernes de croissance sur un grand nombre d'arbres d'une même espèce (sur pied, retrouvés dans des charpentes, préservés dans la tourbe, etc), et en assemblant les courbes qu'ils fournissent, un indicateur paléoclimatologique très précieux est obtenu. Des méthodes de datation radiométrique sont utilisées en complément pour obtenir une datation absolue.
Les données obtenues par cette méthode ont montré l’existence d'une période inhabituellement froide dans de nombreuses régions du monde autour de 1260. Vers 1990 le lien a été fait avec les informations des carottes de glace et cette détérioration du climat a été attribuée à un hiver volcanique,.

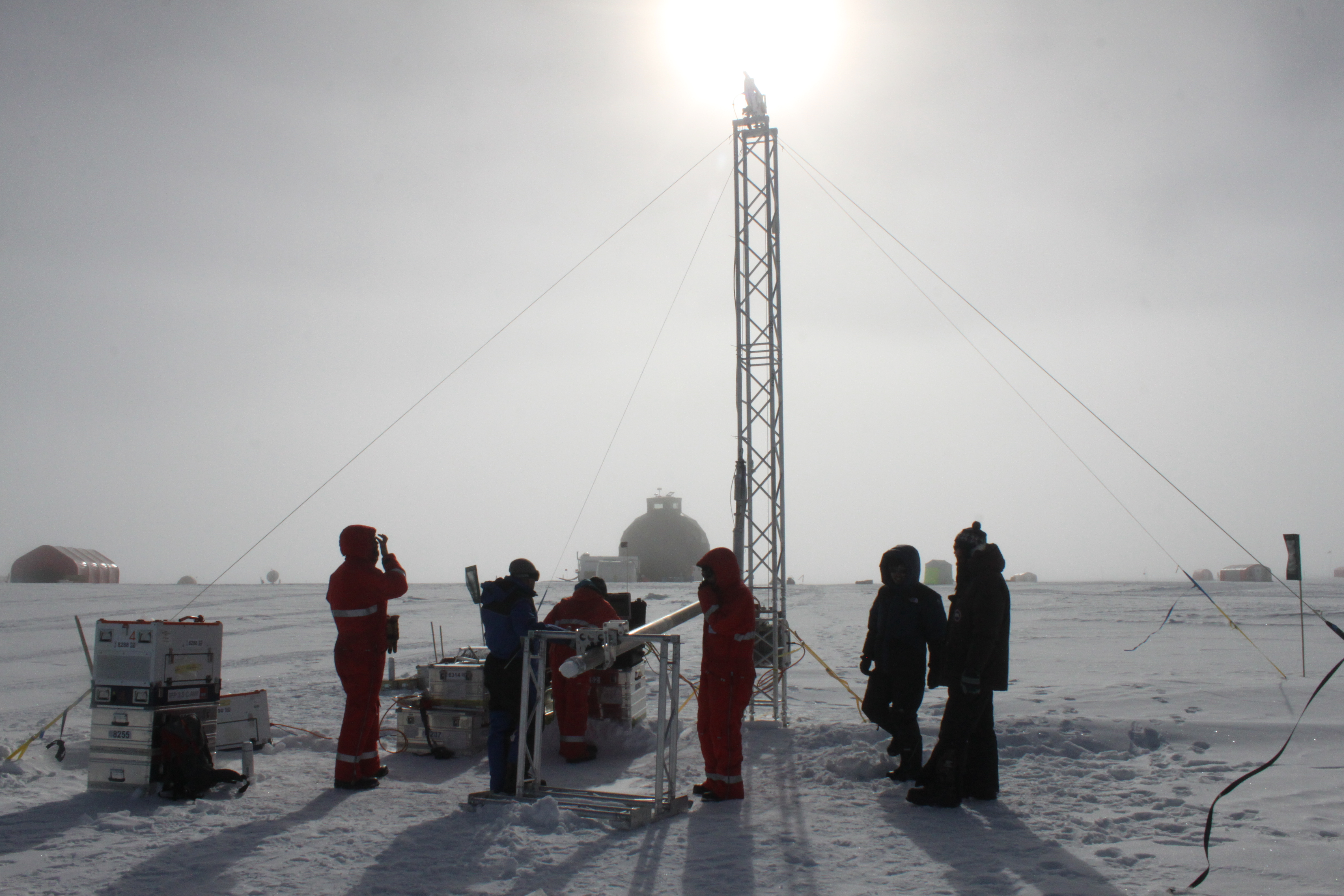
Prélèvement d'une carotte de glace.
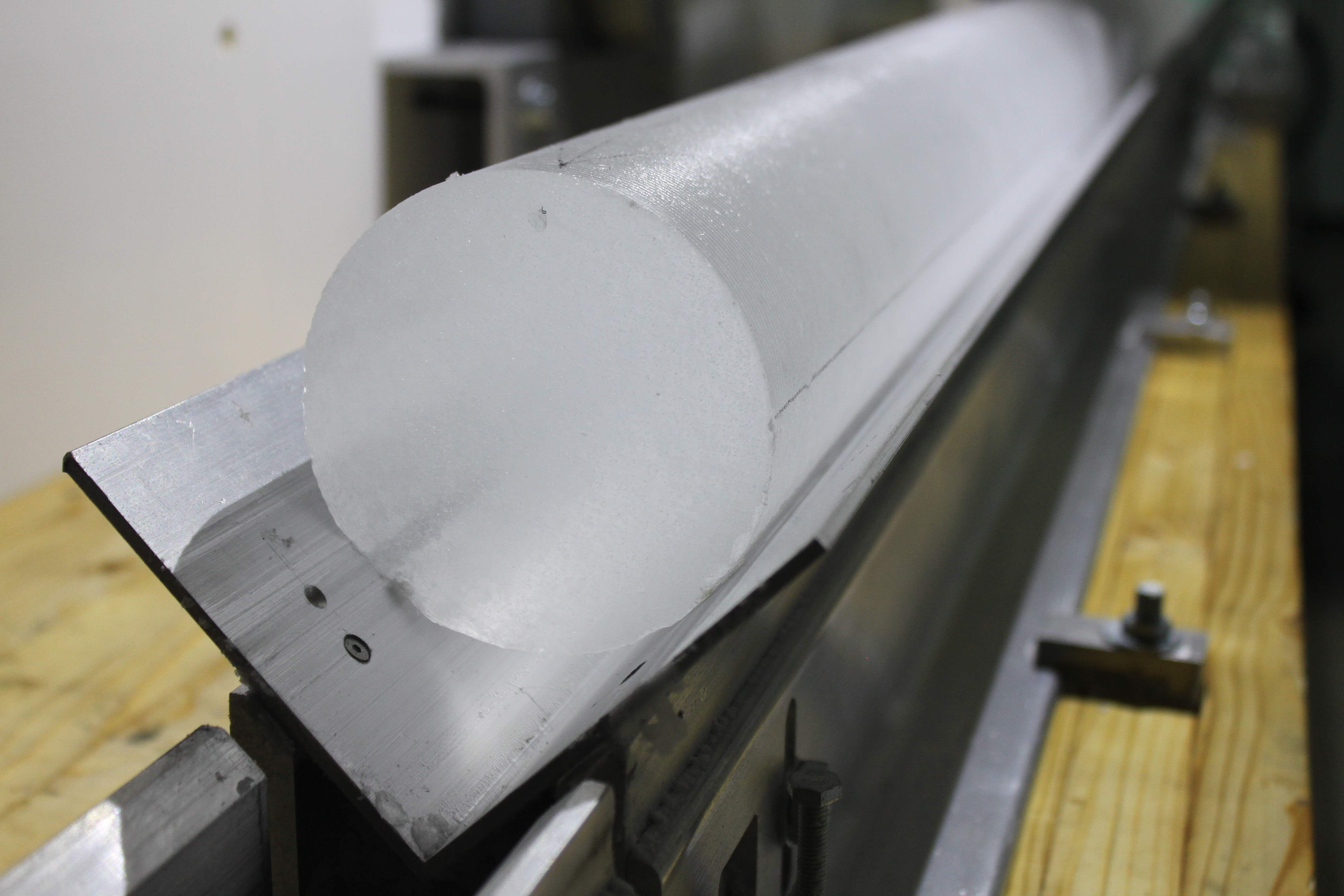
Carotte de glace.
Reconstitution à partir de 54 carottes de glace de la production de sulfate par les volcans depuis 1 500 ans.
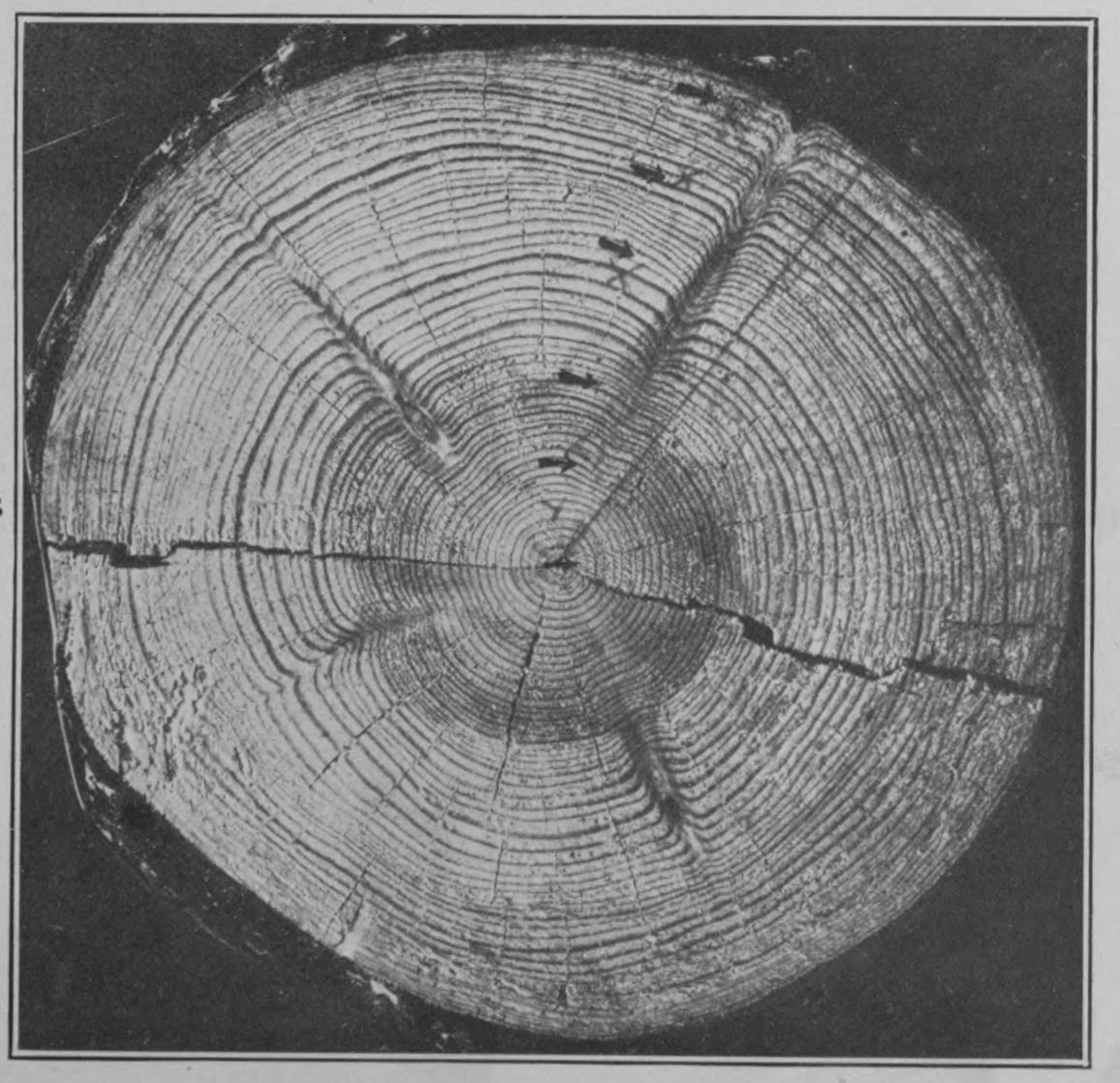
Cernes de croissance sur un tronc d'arbre.
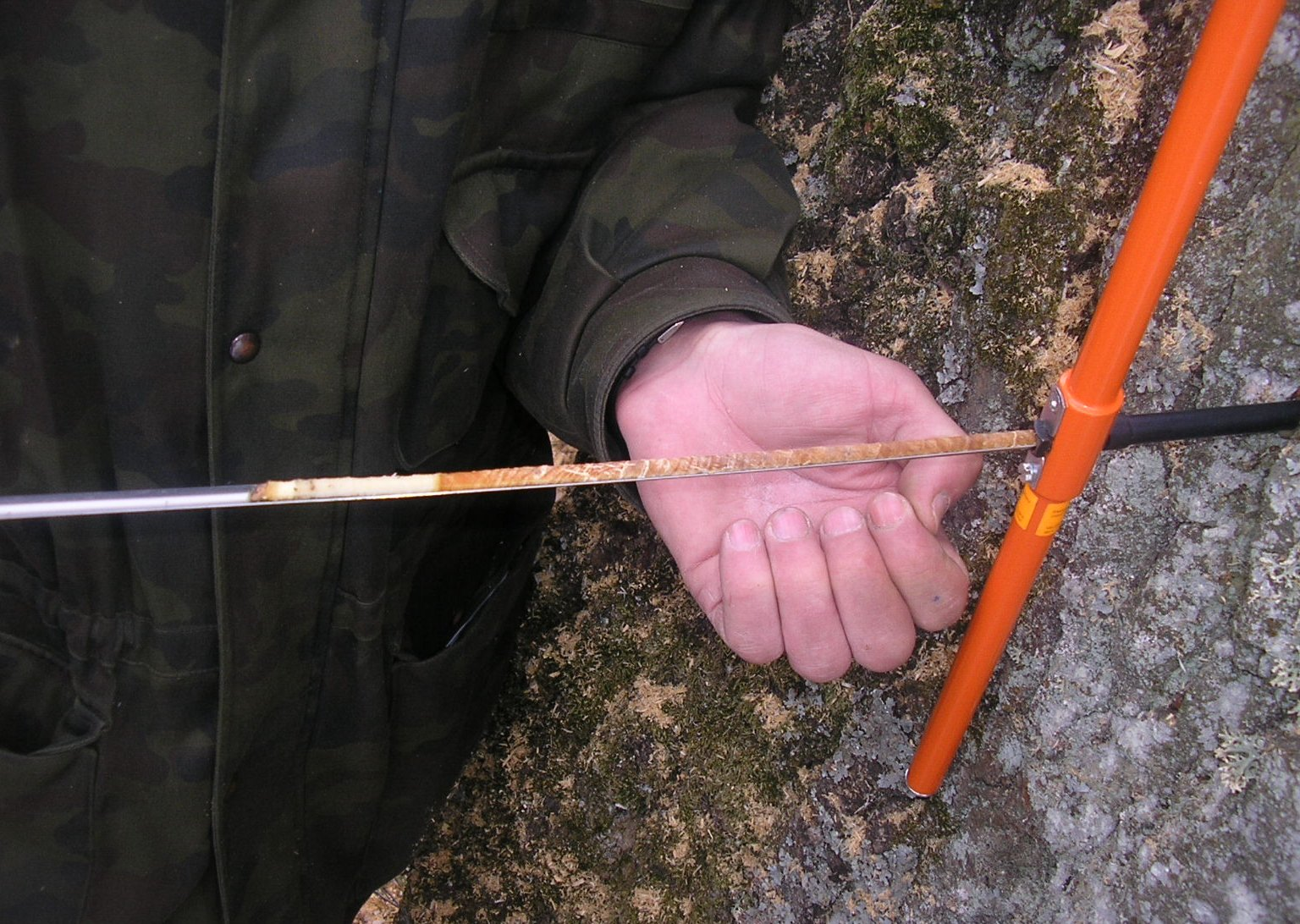
Prélèvement d'un échantillon pour la dendrochronologie.

## Identification du volcan

### Sites écartés
Les volcanologues ont recherché pendant une trentaine d'années les volcans candidats à l'éruption attestée par des preuves indirectes. En 2000, la date de l'éruption et l'ampleur de ses conséquences sont bien identifiées, mais sa localisation reste un mystère, et le volcan « responsable » est activement recherché,.
El Chichón, dans le Sud du Mexique, attira beaucoup l'attention : en effet, sa géochimie semblait pouvoir correspondre aux cendres retrouvées dans les glaces, il a connu une éruption très émettrice de soufre en 1982 et les traces d'une éruption vers 1250 ont été retrouvées. Cependant, l'étude sur le site montra que celle-ci était beaucoup trop petite pour expliquer le pic de sulfate observé, avec un indice d'explosivité volcanique (VEI) estimé à 4,.
De même, des preuves d'une éruption du volcan saoudien Harrat Rahat, proche de Médine, en 1256, ont été trouvées, mais d'une ampleur beaucoup trop faible. D'autres sites furent aussi étudiés, comme le Quilotoa en Équateur et le lac Okataina, une caldeira volcanique en Nouvelle-Zélande. Un volcan insulaire ou sous-marin en Mélanésie ou en Polynésie était aussi une piste sérieuse : une telle localisation donnerait à une éruption majeure les meilleures chances de ne laisser aucun témoignage écrit.

### Découverte en Indonésie
Au début des années 2010, des équipes françaises (équipe de Franck Lavigne, Paris 1) et indonésiennes ont passé en revue des dizaines de volcans peu étudiés de l'archipel indonésien à la recherche de traces d'une éruption correspondante. Leurs travaux permirent d'identifier de façon quasi certaine le lieu de l'éruption dans une caldeira de l'île de Lombok voisine de Bali, la caldeira Segara Anak. Le site est d'une taille compatible avec l'ampleur de l'éruption recherchée et l'observation des dépôts convainc rapidement les volcanologues que la caldeira est le produit d'une éruption relativement récente, alors qu'elle était mentionnée dans les bases de données volcanologiques comme remontant à plusieurs milliers d'années. Des volcanologues japonais et indonésiens avaient déjà proposé, en 2003 et 2004, de situer la formation de la caldeira au XIIIe siècle mais en sous-estimant l'ampleur de l'éruption et sans la relier à l'évènement « méga-colossal » recherché,. La datation au carbone 14 de vingt-et-un échantillons d'arbres ensevelis dans les dépôts pyroclastiques est parfaitement cohérente avec une éruption en 1257. Les derniers doutes ont été levés avec la correspondance géochimique des cendres avec celles retrouvées dans les carottes de glace, et la modélisation du volcan qui a permis d'évaluer le volume d'éjectas dans la fourchette 33 à 40 km3, cohérente avec les évaluations basées sur les mesures des carottes de glace.
L'étude d'un ancien manuscrit en vieux javanais, la Babad Lombok (babad est un mot javanais signifiant « chronique ») écrit sur des feuilles de palmiers et conservé au Musée national d'Indonésie à Jakarta a permis de retrouver un témoignage historique de l'événement et de mettre un nom local sur le volcan : le Samalas,.
Cependant, à la fin des années 2010, de nouveaux travaux sur l'analyse géochimique des cendres prouvent que le Samalas n'est pas responsable de la totalité du signal (c'est-à-dire les sulfates et les cendres volcaniques) détecté dans les carottes de glaces en Antarctique : une éruption en terre Victoria (Antarctique) en 1259 et une autre éruption non identifiée y ont aussi contribué.

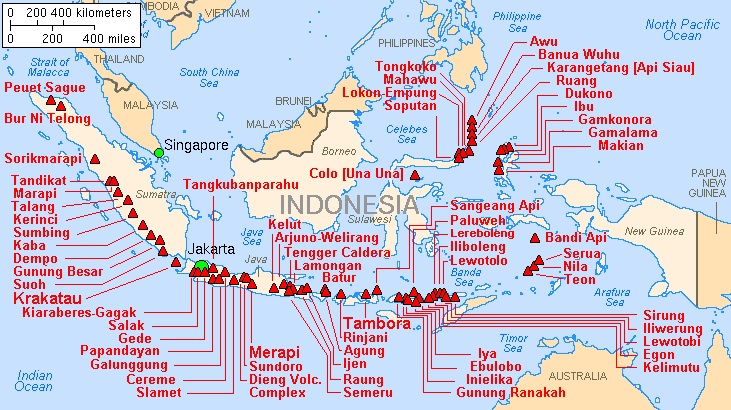
Carte des volcans d'Indonésie.
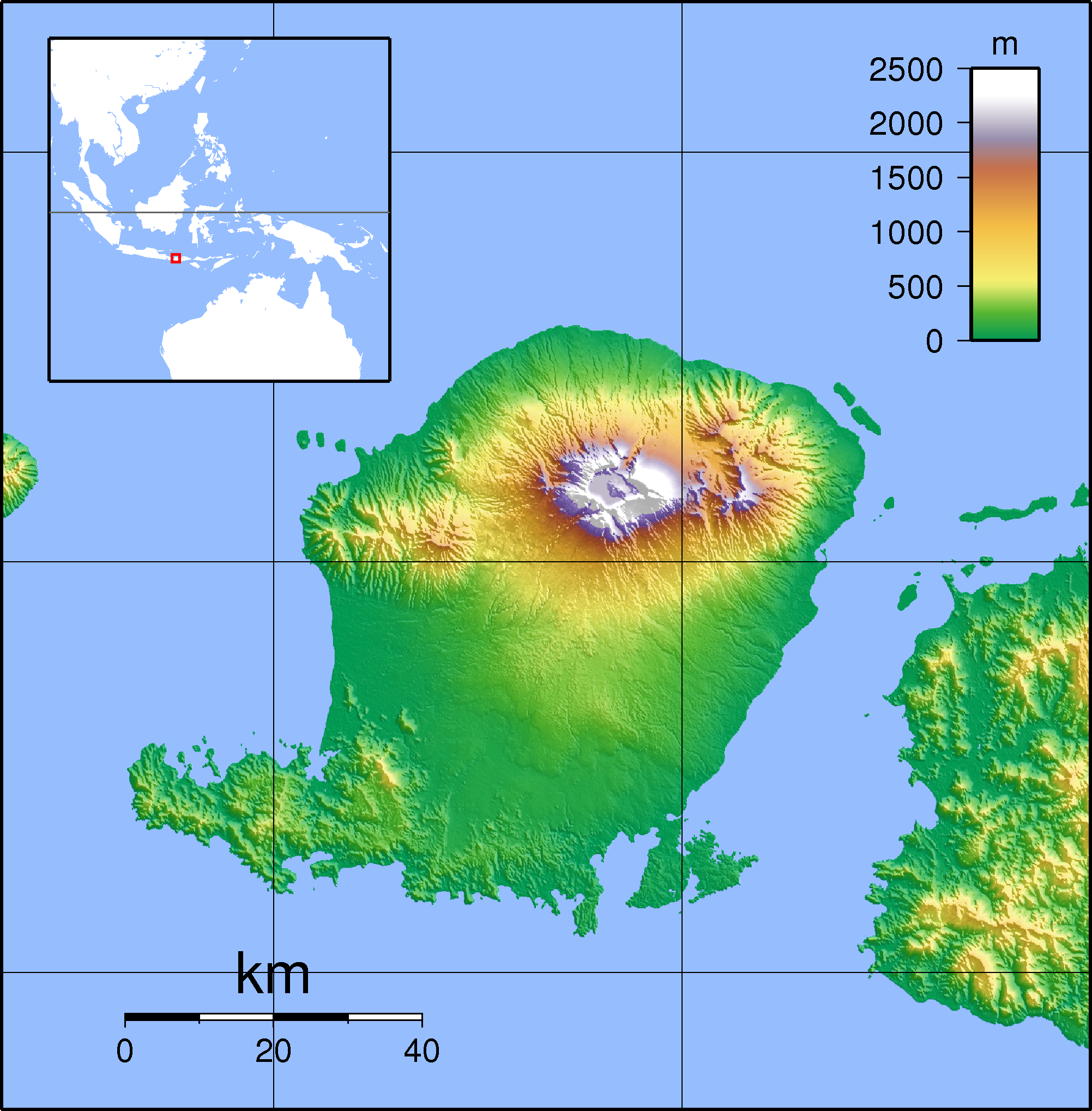
Localisation de la caldeira au nord de l'île de Lombok.
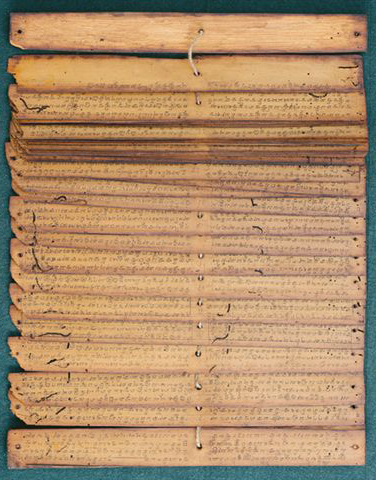
Manuscrits sur ôles javanais, d'apparence similaire à la Babad Lombok.

## Description de l'éruption

### Le site avant l'éruption

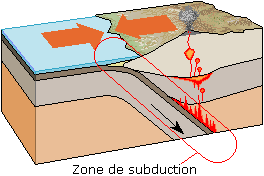
Volcanisme dans un contexte de subduction.

Dans un contexte tectonique de zone de subduction, la plaque australienne glisse sous la plaque de la Sonde à un rythme de l'ordre de 7 cm/an, créant l'arc volcanique des îles de la Sonde. On trouve 276 volcans le long de cet arc, dont le Krakatoa, le Merapi et le Tambora, de la pointe ouest de Sumatra, jusqu'à des volcans sous-marins en mer de Banda.
Le Samalas culminait à environ 4 200 mètres — estimation basée sur le prolongement des pentes de la partie subsistante du volcan — et avait 8 à 9 kilomètres de diamètre,. Ce cône s'est formé « bien avant 12000 av. J.-C. ». Le « nouveau » Rinjani, bien plus récent, qui existe encore, flanquait le vieux volcan à l'est. L'éruption, qui a fait disparaitre l'ancien sommet, est de type plinienne, c'est-à-dire que l'évacuation de la lave et des gaz était quasiment impossible, ce qui a provoqué l'augmentation de la pression à l'intérieur du volcan jusqu'à l'explosion. L'observation des dépôts en plusieurs points de l'île (et des îles voisines) a permis d'en comprendre le déroulement, que la vulcanologue Céline Vidal découpe en quatre phases.

### Date de l'éruption
La date exacte de l'éruption n'est pas déterminée. La distribution des dépôts montre que le vent venait de l'est, ce qui est cohérent avec la saison sèche indonésienne, qui s'étend d'avril à novembre,. L'année peut être mise en doute, certains auteurs ont proposé de la placer en 1258, ou, au contraire, de l'avancer en 1256 ce qui serait cohérent avec des observations relevées dans des sources au Moyen-Orient.

### Première phase

La première étape a été une éruption phréatique.

La première phase est une éruption phréatique qui a déposé une fine couche de cendre sur une partie de l'île. Environ 400 km2 de terrain ont été recouverts, en moyenne, par 3 cm de cendre. Ensuite, une importante quantité de pierre ponce de faible masse volumique (autour de 400 kg/m3) est expulsée et recouvre une grande partie de Lombok. Ce dépôt a une épaisseur de plus de 150 cm à proximité immédiate du volcan et représente encore 8 cm dans un prélèvement à Bali, à 126 km sous le vent. Un ordre de grandeur de la masse éjectée dans cette phase, basé sur les épaisseurs de dépôts aux points de prélèvement et une interpolation entre ces points, est de 8 Gt.

### Deuxième phase
La nature des dépôts de la deuxième phase indique qu'elle est phréatomagmatique, c'est-à-dire que le magma a rencontré une importante quantité d'eau. Soit des nappes phréatiques étaient perchées dans les flancs du volcan, soit il possédait déjà un cratère sommital, issu d'une éruption antérieure, et contenant un lac. La quantité d'eau consommée par cette phase est évaluée à 0,1 à 0,3 km3. Cette phase se caractérise par une couche de pierre ponce différente de celle de la première phase : plus riche en fragments lithiques et de granulosité plus fine. La quantité d'éjectas dans cette phase est nettement moins importante que dans la première, mais difficile à estimer avec précision.

### Troisième phase
La troisième phase, qui commence après l'épuisement de la réserve d'eau se caractérise par une nouvelle couche de ponces, d'une structure plus vésiculaire et plus riche en fragments lithiques, avec aussi la présence de lapilli. Les dépôts de pierres ponces de la troisième phase portent plus loin que ceux des précédentes car ils couvrent presque toute l'île et atteignent Sumbawa voisine.

### Quatrième phase

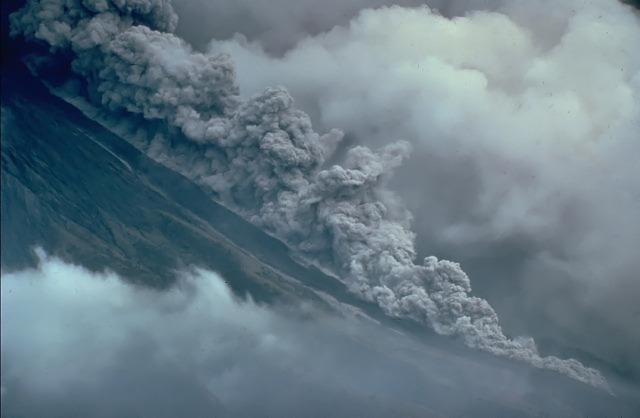
Nuée ardente (Mayon, Philippines, 1984)

Enfin la quatrième phase est celle des nuées ardentes, qui ont descendu les flancs de la montagne sur une distance de 25 km jusqu'à la côte dans trois directions, guidées par la topographie du site. Arrivées sur la côte, les nuées ardentes ont pénétré dans l'eau et endommagé les récifs coralliens. Les dépôts pyroclastiques des nuées ardentes sont plus localisés que les projections de pierre ponce des phases précédentes, mais leur épaisseur peut, par endroit, atteindre 50 m,. Pour cette phase, le volume de dépôts est de l'ordre de 20 km3 pour une masse proche de 20 milliards de tonnes (ces matériaux sont beaucoup plus denses que les pierres ponces). Les cendres associées ont été retrouvées dans un prélèvement à 550 km sous le vent. Lors de cette phase, le réservoir magmatique étant dépressurisé, l'édifice entier n'étant plus soutenu par le magma s'effondre sur lui-même, formant une immense caldeira (dépression circulaire d'effondrement) de 6 × 8 km. Une partie du flanc du Rinjani, accolé au Samalas, s'effondre également dans la caldeira.

### Ampleur de l'éruption
L'éruption aurait produit un panache volcanique atteignant 43 km d'altitude. Avec un indice d'explosivité volcanique (VEI) de 7, elle est qualifiée de « méga-colossale » et pourrait être la plus importante de l'Holocène, c'est-à-dire depuis la fin de la dernière glaciation il y a 10 000 ans.
Seules quatre autres éruptions de VEI 7 sont connues sur les 5 000 dernières années : celle du Cerro Blanco en Argentine vers 2300 avant notre ère, celle du Santorin en 1600 avant notre ère, celle du mont Paektu (probablement en 946) et enfin celle du Tambora en 1815, le Tambora se situant à moins de 200 km à l'est du Samalas, sur l'île voisine de Sumbawa.
La quantité totale d'éjectas est proche de 40 km3, ce volume s'entend en équivalent roches denses, c'est-à-dire qu'il décompte la porosité des roches,.

### Caldeira
La caldeira résultant de l'éruption est devenue un lac. Son niveau actuel est à 2 000 m d'altitude, il s'étend sur 11 km2 et sa profondeur maximale est de 230 m. La température de l'eau est d'environ 23 °C, température élevée pour un lac aussi haut en altitude et liée à la présence de sources volcaniques toujours actives. Cette température permet une production importante de phytoplancton, le lac possède un riche écosystème. Il est suffisamment profond pour être bleu comme la mer, ce qui lui vaut d'ailleurs son nom : « Segara Anak » signifie littéralement « enfant de la mer », au sens de « petite mer », en javanais.
Trois petits cônes volcaniques plus récents se sont formés dans la caldeira. L'un d'eux, le Barujari (« nouvelle montagne » en javanais), est toujours très actif et a connu six éruptions depuis 1944.

## Conséquences de l'éruption

### Conséquences locales
Un ou plusieurs tsunamis ont eu lieu dans le détroit d'Alas (qui sépare Lombok de Sumbawa) quand les nuées ardentes du Samalas sont entrées en contact avec l'océan. Des traces (projections de sédiments marins, dont des coraux) en ont été retrouvées sur le littoral de Sumbawa et sur une petite île dans le détroit.
Des témoignages locaux ont été retrouvés dans des documents qui avaient été précédemment peu étudiés. Le babad Lombok est un texte du XVIe siècle compilant des récits issus de la tradition orale et d'écrits antérieurs. Il donne une description de l'éruption, nomme le volcan et indique qu'une ville du nom de Pamatan a été ensevelie lors de l'éruption, par ce qui évoque des nuées ardentes. Pamatan était la capitale du royaume de Lombok, qui ne semble pas avoir survécu à l'éruption et sur lequel il n'existe quasiment aucune autre source. Des fouilles sur le site pourraient ainsi donner lieu à une découverte archéologique majeure qui a été comparée à une « Pompéi asiatique »,. Selon le manuscrit, Pamatan avait plus de 10 000 habitants, ce qui en fait une ville importante dans le contexte historique. Des études portant sur un deuxième document indonésien, le babad Suwung, ont été publiées en 2019. Ces deux manuscrits décrivent l'éruption et en particulier les nuées ardentes. Il s'agit du plus ancien témoignage direct d'une telle éruption après les lettres de Pline le Jeune.
L'éruption a sans doute dévasté, et rendu partiellement inhabitables pour des décennies, les îles de Lombok et de Bali ainsi que l'ouest de Sumbawa. Le roi javanais Kertanagara annexe en 1284 l'île de Bali à son propre royaume, sans rencontrer de forte résistance. Cela pourrait s'expliquer par le fait que l'île ait été durablement dépeuplée et désorganisée par l'éruption. Les éjectas du Samalas sont présents dans toute l'Indonésie centrale, au point d'être désormais utilisés comme marqueur contribuant à la datation des sites archéologiques de cette région.

### Hiver volcanique
L'éruption du Samalas a provoqué, selon une étude récente reposant sur les traces géochimiques, le plus important relâchement de gaz (notamment dioxyde de soufre et gaz chlorés) dans la stratosphère de l'ère commune, devant l'éruption du Tambora en 1815, bien mieux documentée. Le dégagement est estimé à 158 millions de tonnes de dioxyde de soufre, 227 millions de tonnes de chlore et 1,3 million de tonnes de brome. Un tel relâchement de gaz provoque un phénomène connu sous le nom d'assombrissement global, avec un impact considérable sur le climat. L'assombrissement du ciel a été consigné par les contemporains : de nombreuses sources écrites en Europe, en Arabie, en Inde, en Chine et au Japon font référence à un tel phénomène, même s'il n'est pas certain de pouvoir associer la totalité de ces témoignages au Samalas.
La baisse à court terme des températures de surface résultant de l'éruption serait d'environ 1 °C. Cette valeur est cohérente avec la prise en compte, dans un modèle climatique, de la quantité de soufre émise et des indicateurs paléoclimatiques que sont, notamment, les cernes du bois. L'émission d'halocarbures par l'éruption ne semble pas, contrairement à ce qui avait été suggéré, avoir significativement endommagé la couche d'ozone.
Ainsi, les années qui suivent immédiatement l'éruption ont été plus froides que la normale dans plusieurs régions du monde. Cette période froide, attestée aussi bien par les traces paléoclimatiques, telles que la dendrochronologie,, que par les témoignages historiques directs, a provoqué de mauvaises récoltes. Du fait des années froides causées par l'hiver volcanique, la progression de glaciers a été observée dans le Grand Nord canadien et en Norvège.

### Impact sur les sociétés
L'Angleterre subit une grave famine en 1258, et certains chercheurs font désormais un lien avec l'éruption. Cet épisode est relaté dans les Chronica maiora de Matthieu Paris. Un ensemble de fosses communes contenant 10 000 à 15 000 squelettes a été découvert à Spitalfields, dans l'est de Londres, à la fin des années 1990. D'abord attribué à la grande peste, il s'avère avoir été creusé pour les victimes de la famine de 1258-1259, un siècle plus tôt. La population de Londres à l'époque est de l'ordre de 50 000 habitants, ce qui donne une idée de l'ampleur des pertes humaines.
Des prix anormalement élevés de la nourriture sont aussi signalés dans plusieurs pays d'Europe, provoquant des troubles sociaux et, peut-être, l'émergence du mouvement des flagellants en Italie, ainsi que la révolte mudéjar dans la péninsule Ibérique. Au Japon, l'Azuma kagami rapporte un été froid et pluvieux et de mauvaises récoltes provoquant une famine et des révoltes.
En Amérique du Sud, l'Altiplano connaît une période froide et sèche à la fin du XIIIe siècle. Cette dégradation du climat, longtemps attribuée à un évènement volcanique local (une éruption du Quilotoa vers 1280), est elle aussi en grande partie liée au Samalas. Les traces archéologiques (comme les silos à grains) montrent que l'agriculture pluviale s'est paradoxalement développée pendant cette période, suggérant une adaptation réussie de la population locale.
D'un point de vue géopolitique, l'hiver volcanique pourrait avoir accéléré le déclin de l'Empire chinois des Song au profit de l'Empire mongol, dont la société et le mode de vie sont plus adaptés aux nouvelles conditions climatiques. De la même façon, en Anatolie, il pourrait avoir affaibli la société byzantine, essentiellement sédentaire et agricole, au profit des Turcs semi-nomades.
Un article de recherche publié en janvier 2017 relativise l'effet de l'éruption sur le climat en notant que l'Amérique du Nord ne semble pas avoir été touchée par ce refroidissement. Ses auteurs suggèrent que la situation alimentaire en Angleterre comme au Japon était déjà difficile avant l'éruption, qui n'aurait qu'aggravé une crise existante. Un article de 2009 estimait que malgré une émission de soufre dix fois plus importante, le refroidissement provoqué par l'éruption de 1257 était à peine plus marqué que celui créé par celle du Pinatubo en 1991. Il expliquait cette incohérence apparente par la taille des particules émises, plus grosses dans le cas du Samalas.

### Lien avec le petit âge glaciaire

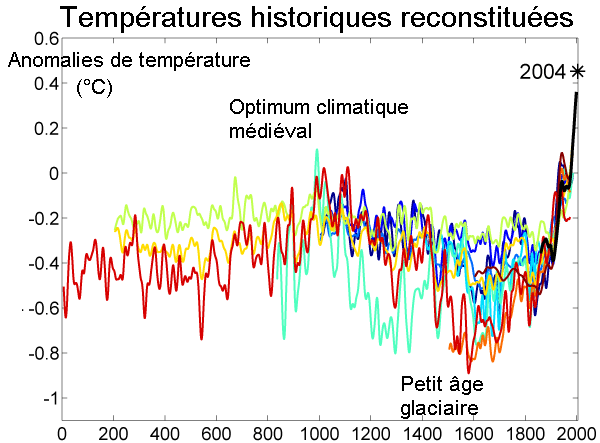
Reconstructions des températures de l'hémisphère nord depuis 2000 ans.

Une question qui n'est pas tranchée est de savoir si cet effet sur le climat a été seulement transitoire ou si l'éruption a été une cause du basculement de l'optimum climatique médiéval vers le petit âge glaciaire. L'effet direct des aérosols sur le climat est bref, car ils disparaissent rapidement de l'atmosphère : la demi-vie des aérosols stratosphériques de sulfates est estimée à 281 jours dans une étude portant sur l'éruption de El Chichón en 1982. L'hiver volcanique peut cependant avoir déclenché des rétroactions (modification des courants marins, progression des surfaces recouvertes de glace) avec une influence à long terme sur le climat. Des travaux récents de modélisation de la transition vers le petit âge glaciaire incorporent le forçage volcanique (incluant l'éruption du Samalas, mais aussi celle du Kuwae en 1452 notamment) parmi les causes prises en compte. L'expérience consistant à retirer un à un les forçages du modèle (volcans, modification de l'orbite terrestre, variation des gaz à effet de serre et variation du rayonnement solaire) montre une influence importante du volcanisme.